# ミシェル・ヨスト
ミシェル・ヨスト（Michel Yost, 1754年 - 1786年7月5日）は、スイス人の血を引くフランスのクラリネット奏者、作曲家。フランスのクラリネット学校の共同設立者の1人でもある。彼は華麗な器楽奏者であり、フランス内外に知られる存在であった。
ヨストはクラリネット奏者のヨーゼフ・ベーアに師事し、自らも教師としてジャン＝グザヴィエ・ルフェーヴルなどの有名なクラリネット奏者を育てた。

## 作品
作品の大半はヨストの名前で出版されたが、一部にはヨハン・フォーゲルなどの他の音楽家との合作も存在する。クラリネット協奏曲のうち数曲は、Dieter Klöckerが録音している。
- クラリネット協奏曲第1番
- クラリネット協奏曲第2番 ロ長調
- クラリネット協奏曲第3番 ロ長調
- クラリネット協奏曲第4番
- クラリネット協奏曲第5番 ホ長調
- クラリネット協奏曲第6番
- クラリネット協奏曲第7番 変ロ長調 （フォーゲルとの合作）
- クラリネット協奏曲第8番 変ホ長調 （フォーゲルとの合作）
- クラリネット協奏曲第9番 変ロ長調 （フォーゲルとの合作）
- クラリネット協奏曲第10番 変ロ長調 （フォーゲルとの合作）
- クラリネット協奏曲第11番 変ロ長調 （フォーゲルとの合作）
- クラリネット協奏曲第12番 変ロ長調 （フォーゲルとの合作）
- クラリネット協奏曲第13番 （フォーゲルとの合作）
- クラリネット協奏曲第14番 変ホ長調 （フォーゲルとの合作）
- 2つのクラリネットのための二重協奏曲
- 12の大独奏曲もしくは練習曲 12 Grand Solos or Studies
- Airs variés
- 二重奏曲 Op.1、2、3、4、7
- 6つの二重奏曲 Op.5
- 6つの二重奏曲 Op.6
- クラリネットとヴァイオリンのための6つの二重奏曲 Op.8
- クラリネットとヴァイオリンのための6つの二重奏曲 Op.9
- 6つの二重奏曲 Op.10
- 6つのお気に入りの二重奏曲 Op.12
- フルート、クラリネットとファゴットのための3つの三重奏曲
- 2つのクラリネットとチェロのための3つの三重奏曲
- クラリネット、ヴァイオリンとチェロのための3つの三重奏曲
- クラリネット、ビオラとチェロのためのAirs variés
- 5つの四重奏曲 （フォーゲルとの合作）
- 6つの四重奏曲 （フォーゲルとの合作）

## 録音
- Dieter Klöcker, Michèl Yost, Concertos for Clarinet and Orchestra, MDGL MDG 301 0718-2, © 1997, (p) 1997